# Dinumma oxygrapha
Dinumma oxygrapha là một loài bướm đêm trong họ Noctuidae.